# Ieva Jokubaviciute
Répertoire
musique contemporaine
Ieva Jokubaviciute, née en Lituanie soviétique, est une pianiste lituanienne, spécialiste de la musique contemporaine et notamment du répertoire d'Alban Berg.

## Jeunesse et formation
Ieva Jokubaviciute naît dans une famille lituanienne où la pratique instrumentale en amateur est généralisée, et qui chante couramment à quatre voix. Le désir de devenir musicienne professionnelle lui vient petit à petit. Elle arrive aux États-Unis, plus précisément à Philadelphie, en 1996.
Elle effectue ses études à la Mannes School of Music à New York, notamment avec Richard Goode, ainsi qu'à l'institut de musique Curtis. Lors de ses études, Heiner Stadler l'entend jouer et lui propose de travailler à une série sur la musique d'Alban Berg, notamment certaines pièces qui n'avaient jamais été enregistrées,.

## Carrière
Ieva Jokubaviciute est professeur de piano au Shenandoah Conservatory situé à Winchester, en Virginie. Elle a joué notamment avec l'Orchestre symphonique de Chicago ainsi que l'Orchestre symphonique brésilien (pt). Elle a joué en tant que soliste ou dans un ensemble de musique de chambre à la Freer Gallery à Washington, au Caspary Auditorium du Rockefeller Center et à l'auditorium Stern de Carnegie Hall tous deux à New York, ainsi qu'à Vilnius, en Lituanie. Elle a participé à une émission diffusée par Nacional FM (es) au Panama. Elle se produit régulièrement aux festivals de Marlboro, Ravenne et Bard (en),,.
Elle joue également en Europe, notamment au festival de La Loingtaine à Montigny-sur-Loing.

### Répertoire
Ieva Jokubaviciute est particulièrement connue pour ses interprétations de l'œuvre d'Alban Berg, et dans une moindre mesure pour celle de Giacinto Scelsi. De manière générale, son répertoire préférentiel est celui des débuts de la musique contemporaine, avec également les œuvres de Claude Debussy, de Leoš Janáček ou d'Alexandre Scriabine
Elle a également enregistré en 2020 le disque Northscapes interprétant des œuvres de compositeurs baltes et scandinaves : Kaija Saariaho, Anna Þorvaldsdóttir, Raminta Šerkšnytė, Lasse Thoresen (en), Bent Sørensen et Pēteris Vasks,.

### Prix et récompenses
En 2006, Ieva Jokubaviciute reçoit une bourse de la Trust Borletti-Buitoni (en).

### Style
Louant son jeu lors d'un concert commun avec Midori Gotō, le Washington Post déclare que « Jokubaviciute aborde le piano avec une précision attentive — chaque note, qu'elle soit jouée ou non, est placée dans la résonance de l'instrument pour une clarté maximale — combinée à une intelligence provocante et fébrile ». Le New York Times estime pour sa part qu'elle « est une artiste à la technique imposante, au tempérament raffiné et à la perspicacité convaincante ». Son interprétation de la Sonate pour piano de Berg « est souple, musclée et transparente, créant un sentiment de spontanéité et de jeu ». Dans Quatre Chansons, également d'Alban Berg, « elle accompagne avec sensibilité Marjorie Elinor Dix ».